# Kareem Abdul-Jabbar
Kareem Abdul-Jabbar (ur. 16 kwietnia 1947 w Nowym Jorku jako Ferdinand Lewis Alcindor Jr.) – amerykański koszykarz, grający na pozycji środkowego, trener koszykarski, członek Koszykarskiej Galerii Sław. Po zdobyciu trzech tytułów  mistrzowskich w college'u, został wybrany z pierwszym numerem w drafcie NBA 1969 przez Milwaukee Bucks. W drugim sezonie na zawodowych parkietach zdobył pierwszy pierścień mistrzowski. W 1975 przeszedł do Los Angeles Lakers, gdzie zdobył pięć tytułów mistrzowskich. W przeciągu swej długiej kariery aż dziesięciokrotnie wystąpił w finałach NBA.
Zajął drugie miejsce (za Michaelem Jordanem) w plebiscycie ESPN na największych koszykarzy w historii NBA. Ta sama stacja na swojej stronie internetowej uznała go za najlepszego środkowego w historii ligi. W 1996 został wyróżniony jako członek grona 50 najlepszych koszykarzy w historii NBA.

## Życiorys
Ferdinand Lewis Alcindor Jr. urodził się w Nowym Jorku. Przed zmianą nazwiska był znany jako Lew Alcindor. Studiował na Uniwersytecie Kalifornijskim w Los Angeles, gdzie z drużyną akademicką zdobył 3-krotnie mistrzostwo (1967–1969). W sprzeciwie wobec niesprawiedliwego traktowania Afroamerykanów w Stanach Zjednoczonych zbojkotował nominację do reprezentacji USA na Letnie Igrzyska Olimpijskie 1968 w Meksyku. Podczas studiów przeszedł na islam. Uczył się sztuk walki u Bruce'a Lee, z którym kilka lat później wystąpił w filmie Gra śmierci.
Po ukończeniu studiów, mimo oferty ze strony Harlem Globetrotters, zdecydował się zgłosić do draftu NBA 1969, w którym został wybrany z pierwszym numerem przez Milwaukee Bucks. W pierwszym sezonie otrzymał nagrodę najlepszego debiutanta roku. W sezonie 1970/71 otrzymał nagrodę najbardziej wartościowego zawodnika sezonu zasadniczego. W 1971 zdobył z drużyną swój pierwszy tytuł mistrzowski, pokonując w finale Baltimore Bullets 4:0. Dzień po wywalczeniu tytułu zmienił imię i nazwisko na Kareem Abdul-Jabbar, podkreślając tym samym swoje przywiązanie do Islamu. W 1972 i 1974 ponownie otrzymał tytuł i statuetkę MVP.
Po zakończeniu rozgrywek sezonu 1972/1973 zajął drugie miejsce w głosowaniu na MVP sezonu.
W 1975 został stransferowany do Los Angeles Lakers. Występował tam obok takich zawodników, jak Magic Johnson i James Worthy. W pierwszym sezonie w barwach Jeziorowców wywalczył czwartą w swojej karierze statuetkę MVP. Zebrał wówczas 1111 zbiórek defensywnych, co do dziś pozostaje rekordem ligi. Pomimo świetnej formy Abdul-Jabbara Lakers nie udało się awansować do fazy play-off. W sezonie 1976/77 został drugi raz z rzędu wybrany najlepszym zawodnikiem w lidze, a Lakers odpadli w finałach konferencji, przegrywając 0-4 z Portland Trail Blazers. W serii przeciwko Blazers notował średnio 30,3 punktu i 16 zbiórek na mecz. Rok później, Lakers odpadli w pierwszej rundzie po porażce 1-2 z Seattle SuperSonics, a Abdul-Jabbar został wybrany do drugiego składu All-NBA Team. W kolejnym sezonie powtórzył to osiągnięcie, a Lakers ponownie musieli uznać wyższość Supersonics w półfinałach konferencji.
Przybycie wybranego z pierwszym numerem draftu 1979 Magica Johnsona pomogło Jeziorowcom wrócić na szczyt. W sezonie 1979/80 Lakers awansowali do finału ligi, w którym mierzyli się z Philadelphia 76ers. W trzeciej kwarcie meczu nr 5 Abdul-Jabbar skręcił kostkę. Pomimo bólu pozostał na parkiecie, przyczyniając się w dużym stopniu do zwycięstwa, które wysunęło Lakers na prowadzenie 3-2 w serii. Abdul-Jabbar nie poleciał na wyjazdowy mecz nr 6 w Filadelfii, a na pozycji środkowego zastąpił go Johnson. Lakers wygrali to spotkanie 123-107, dzięki czemu wywalczyli pierwszy tytuł od ośmiu lat.
Mimo że nie dominował już tak na parkiecie jak w latach 70., Abdul-Jabbar nadal pozostawał jednym z najlepszych zawodników w lidze. W 1980 zdobył szóstą, a zarazem ostatnią, statuetkę MVP. W latach najwyżej świetności Lakers wywalczył jeszcze cztery tytuły mistrzowskie: w 1982, 1985, 1987 i 1988. W 1984 pobił rekord Wilta Chamberlaina pod względem ilości zdobytych punktów w karierze. Jego dorobek 38387 punktów pozostał najlepszym wynikiem w historii ligi do 7 lutego 2023, gdy pobił go LeBron James.
Po finałach 1989, przegranych 0-4 z Detroit Pistons, w wieku 42 lat postanowił zakończyć karierę. Na tamten moment był zawodnikiem z największą ilością rozegranych spotkań w historii; rekord ten został pobity przez Roberta Parisha. Był również pierwszym graczem w NBA, który rozegrał 20 sezonów. Jego numer 33 został zastrzeżony przez Los Angeles Lakers i Milwaukee Bucks. W 2012 roku przed halą Los Angeles Lakers stanął jego pomnik. Jego imieniem została nazwana nagroda dla najlepszego akademickiego koszykarza grającego na pozycji środkowego.
Słynął ze świetnej gry pod koszem; jego specjalnością był „podniebny hak”, którym potrafił operować znajdując się nawet kilka metrów od kosza. To zagranie było szczególnie trudne do obrony, ponieważ zawodnicy musieli się strzec pod popełnieniem błędu nielegalnego dotknięcia piłki znajdującej się w locie opadającym do kosza. Był jednym z najlepszych obrońców w lidze, nominowany jedenastokrotnie do pierwszego lub drugiego składu defensywnego NBA. Od połowy lat 70. nosił charakterystyczne gogle chroniące oczy podczas gry.
Jest jednym z ponad 40 zawodników w historii, którzy zdobyli zarówno mistrzostwo NCAA, jak i NBA w trakcie swojej kariery sportowej. Jego dominacja w rozgrywkach NCAA była tak widoczna, że władze związku zakazywały wykonywania wsadów przez kolejne dziesięć lat.
Został uznany za jedną z największych gwiazd koszykówki ulicznej w historii przez kilka wydawnictw oraz portali internetowych.

### Aktywność pozasportowa
Wystąpił w epizodycznych rolach w wielu filmach fabularnych i serialach, m.in.: Gra śmierci, Czy leci z nami pilot?, Zapomnij o Paryżu, Mannix, Opowieści z ciemnej strony, Bajer z Bel-Air, Pełna chata, Wszyscy kochają Raymonda, Przereklamowani, Hoży doktorzy, Faceci z dzieciakami, Teoria wielkiego podrywu. 
Jest również autorem kilkunastu książek.

## Osiągnięcia

### NBA
- 6-krotny mistrz NBA (1971, 1980, 1982, 1985, 1987, 1988)[18]
- 4-krotny wicemistrz NBA (1974, 1983–1984, 1989)[18]
- MVP:
  - sezonu zasadniczego NBA (1971, 1972, 1974, 1976, 1977, 1980)[18]
  - finałów NBA (1971, 1985)[18]
- uczestnik meczu gwiazd NBA (1970–1977, 1979–1989)[19]. Z powodu kontuzji nie wystąpił w 1973 roku[20].
- Debiutant Roku (1970)[21]
- Zaliczony do:
  - I składu:
    - debiutantów NBA (1970)[22]
    - NBA (1971–1974, 1976–1977, 1980–1981, 1984, 1986)[23]
    - defensywnego NBA (1974, 1975, 1979–1981)[24]

  - II składu:
    - NBA (1970, 1978–1979, 1983, 1985)[23]
    - defensywnego NBA (1970–1971, 1976–1978, 1984)[24]
- Lider:
  - sezonu zasadniczego w:
    - punktach (1971, 1972)[25]
    - zbiórkach (1976)[26]
    - blokach (1975–76, 1979, 1980)[27]
    - skuteczności rzutów z gry (1977)[28]

  - play-off w:
    - średniej:
      - zdobytych punktów (1970, 1972, 1974, 1977, 1983)[29]
      - zbiórek (1977)[30]
      - bloków (1974, 1977–1980, 1983)[31]

    - skuteczności rzutów z gry (1970)[32]

  - strzelców wszech czasów NBA[33]
- Kluby Milwaukee Bucks i Los Angeles Lakers zastrzegły należący do niego w numer 33[34]
- 3-krotnie zaliczany do grona najlepszych zawodników w historii NBA przy okazji obchodów rocznicowych:
  - 35-lecia istnienia – NBA 35th Anniversary Team[35]
  - 50-lecia istnienia – NBA’s 50th Anniversary All-Time Team[36]
  - 75-lecia istnienia – NBA 75th Anniversary Team[37]

Rekordy NBA
- Najwięcej:
  - nagród MVP sezonu zasadniczego (6) w historii ligi
  - zbiórek w obronie (29), podczas jednego spotkania NBA - Los Angeles Lakers vs. Detroit Pistons - 14.12.1975
  - zbiórek w obronie (1111), uzyskanych podczas jednego sezonu (1975/1976)
  - celnych rzutów z gry (15837) w karierze
  - oddanych rzutów z gry (28307) w karierze
  - spotkań (1509) w historii ligi z dorobkiem co najmniej 10 punktów
  - sezonów (4) jako lider ligi w blokach (wspólnie z Markiem Eatonem i Marcusem Camby)
  - minut rozegranych w karierze (57446)
  - fauli w karierze (4657)
- Największa liczba (15) wyborów do składów najlepszych zawodników NBA (wspólnie z Timem Duncanem i Kobe Bryantem)
- Najstarszy zawodnik:
  - (39 lat i 35 dni), który został zaliczony do I składu NBA (sezon 1985/1986)
  - (41 lat i 331 dni) w historii, który zdobył co najmniej 20 punktów w meczu (21) – Los Angeles Lakers vs. Houston Rockets
- Pierwszy zawodnik (i jeden z pięciu w historii), który został liderem ligi w zbiórkach i blokach, podczas tego samego sezonu (1975/1976)

### NCAA
- trzykrotny mistrz NCAA (1967–1969)[38]
- trzykrotny NCAA Final Four Most Outstanding Player (1967–1969)[39]
- Zawodnik roku NCAA:
  - im. Naismitha (1969)[40]
  - Oscar Robertson Trophy (1967–1968)[41]
  - według:
    - Sporting News (1967, 1969)[42]
    - Helms Foundation (1967–1969)[43]
    - United Press International – UPI (1967, 1969)[44]
    - Associated Press (1967, 1969)[45]
- Zaliczony do:
  - I składu:
    - All-American (1967–1969)[46]
    - turnieju NCAA (1967–1969)[47]

  - Akademickiej Galerii Sław Koszykówki (2006)
- dwukrotny lider NCAA w skuteczności rzutów z gry (1967, 1969)
- Uczelnia UCLA wycofała należący do niego numer 33

### Inne
- Wybrany do Koszykarskiej Galerii Sław (Naismith Memorial Basketball Hall Of Fame – 1995)[48]
- Według magazynu „Sports Illustrated” uznany został „Sportowcem roku” (Sportsman of the Year, 1985)
- W rankingu amerykańskiego czasopisma „SLAM Magazine” Abdul-Jabbar sklasyfikowany został na 7. miejscu wśród najlepszych 75 koszykarzy (2003)

### Trenerskie
- dwukrotny mistrz NBA jako asystent trenera (2009, 2010)[18]

## Statystyki w NBA
Na podstawie Basketball-Reference.com (ang.)

### Sezon regularny
| Sezon   | Drużyna     | M    | S5  | MPG  | FG%   | 3P%   | FT%   | RPG  | APG | SPG | BPG | PPG  |
| ------- | ----------- | ---- | --- | ---- | ----- | ----- | ----- | ---- | --- | --- | --- | ---- |
| 1969/70 | Milwaukee   | 82   | –   | 43,1 | 51,8% | –     | 65,3% | 14,5 | 4,1 | –   | –   | 28,8 |
| 1970/71 | Milwaukee   | 82   | –   | 40,1 | 57,7% | –     | 69,0% | 16,0 | 3,3 | –   | –   | 31,7 |
| 1971/72 | Milwaukee   | 81   | –   | 44,2 | 57,4% | –     | 68,9% | 16,6 | 4,6 | –   | –   | 34,8 |
| 1972/73 | Milwaukee   | 76   | –   | 42,8 | 55,4% | –     | 71,3% | 16,1 | 5,0 | –   | –   | 30,2 |
| 1973/74 | Milwaukee   | 81   | –   | 43,8 | 53,9% | –     | 70,2% | 14,5 | 4,8 | 1,4 | 3,5 | 27,0 |
| 1974/75 | Milwaukee   | 65   | –   | 42,3 | 51,3% | –     | 76,3% | 14,0 | 4,1 | 1,0 | 3,3 | 30,0 |
| 1975/76 | L.A. Lakers | 82   | –   | 41,2 | 52,9% | –     | 70,3% | 16,9 | 5,0 | 1,5 | 4,1 | 27,7 |
| 1976/77 | L.A. Lakers | 82   | –   | 36,8 | 57,9% | –     | 70,1% | 13,3 | 3,9 | 1,2 | 3,2 | 26,2 |
| 1977/78 | L.A. Lakers | 62   | –   | 36,5 | 55,0% | –     | 78,3% | 12,9 | 4,3 | 1,7 | 3,0 | 25,8 |
| 1978/79 | L.A. Lakers | 80   | –   | 39,5 | 57,7% | –     | 73,6% | 12,8 | 5,4 | 1,0 | 4,0 | 23,8 |
| 1979/80 | L.A. Lakers | 82   | –   | 38,3 | 60,4% | 0,0%  | 76,5% | 10,8 | 4,5 | 1,0 | 3,4 | 24,8 |
| 1980/81 | L.A. Lakers | 80   | –   | 37,2 | 57,4% | 0,0%  | 76,6% | 10,3 | 3,4 | 0,7 | 2,9 | 26,2 |
| 1981/82 | L.A. Lakers | 76   | 76  | 35,2 | 57,9% | 0,0%  | 70,6% | 8,7  | 3,0 | 0,8 | 2,7 | 23,9 |
| 1982/83 | L.A. Lakers | 79   | 79  | 32,3 | 58,8% | 0,0%  | 74,9% | 7,5  | 2,5 | 0,8 | 2,2 | 21,8 |
| 1983/84 | L.A. Lakers | 80   | 80  | 32,8 | 57,8% | 0,0%  | 72,3% | 7,3  | 2,6 | 0,7 | 1,8 | 21,5 |
| 1984/85 | L.A. Lakers | 79   | 79  | 33,3 | 59,9% | 0,0%  | 73,2% | 7,9  | 3,2 | 0,8 | 2,1 | 22,0 |
| 1985/86 | L.A. Lakers | 79   | 79  | 33,3 | 56,4% | 0,0%  | 76,5% | 6,1  | 3,5 | 0,8 | 1,6 | 23,4 |
| 1986/87 | L.A. Lakers | 78   | 78  | 31,3 | 56,4% | 33,3% | 71,4% | 6,7  | 2,6 | 0,6 | 1,2 | 17,5 |
| 1987/88 | L.A. Lakers | 80   | 80  | 28,9 | 53,2% | 0,0%  | 76,2% | 6,0  | 1,7 | 0,6 | 1,2 | 14,6 |
| 1988/89 | L.A. Lakers | 74   | 74  | 22,9 | 47,5% | 0,0%  | 73,9% | 4,5  | 1,0 | 0,5 | 1,1 | 10,1 |
| Razem   |             | 1560 | 625 | 36,8 | 55,9% | 5,6%  | 72,1% | 11,2 | 3,6 | 0,9 | 2,6 | 24,6 |

### Play-offy
| Sezon | Drużyna     | M   | S5 | MPG  | FG%   | 3P%  | FT%   | RPG  | APG | SPG | BPG | PPG  |
| ----- | ----------- | --- | -- | ---- | ----- | ---- | ----- | ---- | --- | --- | --- | ---- |
| 1970  | Milwaukee   | 10  | –  | 43,5 | 56,7% | –    | 73,3% | 16,8 | 4,1 | –   | –   | 35,2 |
| 1971  | Milwaukee   | 14  | –  | 41,2 | 51,5% | –    | 67,3% | 17,0 | 2,5 | –   | –   | 26,6 |
| 1972  | Milwaukee   | 11  | –  | 46,4 | 43,7% | –    | 70,4% | 18,2 | 5,1 | –   | –   | 28,7 |
| 1973  | Milwaukee   | 6   | –  | 46,0 | 42,8% | –    | 54,3% | 16,2 | 2,8 | –   | –   | 22,8 |
| 1974  | Milwaukee   | 16  | –  | 47,4 | 55,7% | –    | 73,6% | 15,8 | 4,9 | 1,3 | 2,4 | 32,2 |
| 1977  | L.A. Lakers | 11  | –  | 42,5 | 60,7% | –    | 72,5% | 17,7 | 4,1 | 1,7 | 3,5 | 34,6 |
| 1978  | L.A. Lakers | 3   | –  | 44,7 | 52,1% | –    | 55,6% | 13,7 | 3,7 | 0,7 | 4,0 | 27,0 |
| 1979  | L.A. Lakers | 8   | –  | 45,9 | 57,9% | –    | 83,9% | 12,6 | 4,8 | 1,0 | 4,1 | 28,5 |
| 1980  | L.A. Lakers | 15  | –  | 41,2 | 57,2% | –    | 79,0% | 12,1 | 3,1 | 1,1 | 3,9 | 31,9 |
| 1981  | L.A. Lakers | 3   | –  | 44,7 | 46,2% | –    | 71,4% | 16,7 | 4,0 | 1,0 | 2,7 | 26,7 |
| 1982  | L.A. Lakers | 14  | –  | 35,2 | 52,0% | –    | 63,2% | 8,5  | 3,6 | 1,0 | 3,2 | 20,4 |
| 1983  | L.A. Lakers | 15  | –  | 39,2 | 56,8% | 0,0% | 75,5% | 7,7  | 2,8 | 1,1 | 3,7 | 27,1 |
| 1984  | L.A. Lakers | 21  | –  | 36,5 | 55,5% | –    | 75,0% | 8,2  | 3,8 | 1,1 | 2,1 | 23,9 |
| 1985  | L.A. Lakers | 19  | 19 | 32,1 | 56,0% | –    | 77,7% | 8,1  | 4,0 | 1,2 | 1,9 | 21,9 |
| 1986  | L.A. Lakers | 14  | 14 | 34,9 | 55,7% | –    | 78,7% | 5,9  | 3,5 | 1,1 | 1,7 | 25,9 |
| 1987  | L.A. Lakers | 18  | 18 | 31,1 | 53,0% | 0,0% | 79,5% | 6,8  | 2,0 | 0,4 | 1,9 | 19,2 |
| 1988  | L.A. Lakers | 24  | 24 | 29,9 | 46,4% | 0,0% | 78,9% | 5,5  | 1,5 | 0,6 | 1,5 | 14,1 |
| 1989  | L.A. Lakers | 15  | 15 | 23,4 | 46,3% | –    | 72,1% | 3,9  | 1,3 | 0,3 | 0,7 | 11,1 |
| Razem |             | 237 | 90 | 37,3 | 53,3% | 0,0% | 74,0% | 10,5 | 3,2 | 1,0 | 2,4 | 24,3 |

## Filmografia
- 2006: Whitepaddy (Hank)
- 2005: Fathers of the Sport (on sam)
- 2003: One Love (on sam)
- 2000: Bruce Lee in G.O.D.: Shibôteki yûgi (on sam/Hakim)
- 1998: The Path of the Dragon (on sam)
- 1996: Rebound: The Legend of Earl 'The Goat' Manigault (on sam)
- 1995: Zapomnij o Paryżu (Forget Paris, on sam)
- 1995: Ernest w NBA (Slam Dunk Ernest, Archanioł koszykówki)
- 1994: Bastion (The Stand, Krzykacz)
- 1994: Pełna chata (Full House) – odcinek 16 sezonu 8[49]
- 1993: Curse of the Dragon (on sam)
- 1989: NBA Awesome Endings (on sam)
- 1985: Fletch (on sam)
- 1984: Olympic Gala (on sam)
- 1980: Czy leci z nami pilot? (Airplane!, Roger Murdoch)
- 1978: Gra śmierci (Game of Death, Hakim)
- 1975: Żegnaj, Bruce Lee (Goodbye Bruce Lee)

## Pisarz
- 2018: Mycroft and Sherlock
- 2017: Becoming Kareem: Growing Up On and Off the Court
- 2017: Coach Wooden and Me: Our 50-Year Friendship On and Off the Court
- 2016: Writings on the Wall: Searching for a New Equality Beyond Black and White
- 2015: Mycroft Holmes
- 2015: Streetball Crew Book Two Stealing the Game
- 2013: Streetball Crew Book One Sasquatch in the Paint
- 2012: What Color Is My World? The Lost History of African American Inventors
- 2007: On the Shoulders of Giants: My Journey Through the Harlem Renaissance
- 2004: Brothers In Arms: The Epic Story of the 761st Tank Battalion, WWII's Forgotten Heroes
- 2000: A Season on the Reservation: My Soujourn with the White Mountain Apaches ze Stephen Singular
- 2000: Black Profiles in Courage: A Legacy of African-American Achievement z Alan Steinburg
- 1999: Selected from Giant Steps (Writers' Voices)
- 1996: Black Profiles in Courage: A Legacy of African-American Achievement
- 1990: Kareem
- 1987: Giant Steps, z Peter Knobler

## Odznaczenia
- Prezydencki Medal Wolności – 2016[50]